# Ферула восточная
Ферула восточная (лат. Ferula orientalis) — цветковое растение, вид рода Ферула (Ferula) семейства Зонтичные (Apiaceae).
Встречается в Болгарии, Турции, Иране и Ираке, европейской части России, на Кавказе, в южной степной части Украины.
Растёт в степях и на каменистых склонах, а также на солонцах.
Химический состав не изучен.
Плоды и верхушки стеблей испытаны и одобрены как пряность при обработке рыбы.

## Ботаническое описание
Многолетнее растение с тонким искривленным стеблем высотой до 60 см.
Влагалища стеблевидных листьев сильно вздутые, яйцевидные. Листья быстро увядают.
Соцветие — зонтик с 12—18 лучами. Цветки жёлтые.
Плоды бурые, эллиптические, плоские, 10—12 см длиной.
Цветёт в июне—июле.

## Классификация

### Таксономия
Вид Ферула восточная входит в род Ферула (Ferula) семейства Зонтичные (Apiaceae) порядка Зонтикоцветные (Apiales).
|  |                                      |  |                                                             |                                                             |                     |  | ещё 8 семейств (согласно Системе APG II) | ещё 8 семейств (согласно Системе APG II) |                      |  |  |  | ещё около 170 видов |
|  |                                      |  |                                                             |                                                             |                     |  | ещё 8 семейств (согласно Системе APG II) | ещё 8 семейств (согласно Системе APG II) |                      |  |  |  | ещё около 170 видов |
|  |                                      |  |                                                             | порядок Зонтикоцветные                                      |                     |  |                                          |                                          | род Ферула           |  |  |  |                     |
|  |                                      |  |                                                             | порядок Зонтикоцветные                                      |                     |  |                                          |                                          | род Ферула           |  |  |  |                     |
|  | отдел Цветковые, или Покрытосеменные |  |                                                             |                                                             | семейство Зонтичные |  |                                          |                                          | вид Ферула восточная |  |  |  |                     |
|  | отдел Цветковые, или Покрытосеменные |  |                                                             |                                                             | семейство Зонтичные |  |                                          |                                          |                      |  |  |  |                     |
|  |                                      |  | ещё 44 порядка цветковых растений (согласно Системе APG II) | ещё 44 порядка цветковых растений (согласно Системе APG II) |                     |  |                                          | ещё более 300 родов                      | ещё более 300 родов  |  |  |  |                     |
|  |                                      |  |                                                             | ещё 44 порядка цветковых растений (согласно Системе APG II) |                     |  |                                          |                                          | ещё более 300 родов  |  |  |  |                     |